# 韋爾登斯普林海茨 (密蘇里州)
韋爾登斯普林海茨（英語：Weldon Spring Heights）是位於美國密蘇里州聖查爾斯縣的村。

## 人口
根據2020年美國人口普查的數據，韋爾登斯普林海茨的面積為0.25平方千米，皆為陸地。當地共有人口93人，而人口密度為每平方千米372人。